# Samari(II) chloride
Samari(II) chloride (công thức hóa học: SmCl2) là một hợp chất vô cơ, được sử dụng làm tác nhân tạo gốc trong phản ứng xen kẽ qua trung gian keton.

## Điều chế
Khử samari(III) chloride bằng samari kim loại trong chân không ở nhiệt độ 800 °C đến 900 °C, hoặc với khí hydro ở 350 °C sẽ tạo ra samari(II) chloride:
2 SmCl3 + Sm → 3 SmCl2
2 SmCl3 + H2 → 2 SmCl2 + 2 HCl
Samari(II) chloride cũng có thể được điều chế bằng cách khử samari(III) chloride với kim loại liti/naphtalen trong THF:
SmCl3 + Li → SmCl2 + LiCl
Một phản ứng tương tự có thể thực hiện với muối natri.

## Cấu trúc
Samari(II) chloride có cấu trúc giống PbCl2 (cotunnit).